# Silumajang
Silumajang is een bestuurslaag in het regentschap Labuhan Batu Utara van de provincie Noord-Sumatra, Indonesië. Silumajang telt 4963 inwoners (volkstelling 2010).